# Lupșa
Lupșa là một xã thuộc hạt Alba, România. Dân số thời điểm năm 2002 là 3854 người.